# Final Fantasy Chronicles
Final Fantasy Chronicles es una compilación de videojuegos para PlayStation que fueron lanzados previamente para Super Nintendo y de los cuales se hicieron conversiones para la consola de Sony. El pack fue lanzado en el año 2001 y estaba formado por dos remakes: uno de Final Fantasy IV y otro de Chrono Trigger.

## Modo de juego
En Final Fantasy IV y Chrono Trigger, el jugador controla cierto número de personajes siguiendo el estilo clásico de los juegos RPG. Las formas de ver y controlar a los personajes están separadas por tres diferentes pantallas: "El Overworld" donde los personajes se trasladan hacia diferentes locaciones, "el mapa de campo", donde los personajes exploran los escenarios tales como pueblos o calabozos; y "la pantalla de batalla", donde los personajes pelean con monstruos u otros enemigos.

### Final Fantasy IV
Final Fantasy IV introdujo el Active Time Battle, un sistema diseñado por Hiroyuki Ito. Se trata de que el jugador de órdenes a los personajes en batallas de tiempo real. Cada personaje tiene un cierto balance entre fuerzas y debilidades, por ejemplo un personaje que es fuerte en ataques mágicos puede ser débil en defensa, o un luchador expertos en ataques físicos puede tener mala agilidad.

### Chrono Trigger
El modo de juego de Chrono Trigger difiere mucho de los RPG's tradicionales en el hecho de que en el juego no existen los encuentros con enemigos al azar, pues la mayoría de estos son visibles en los escenarios o aparecen para emboscar al equipo. Cuando el jugador contacta con enemigos en el mapa, la batalla ocurre en "el mapa de campo" en vez de "la pantalla de batalla". Chrono Trigger utiliza una versión mejorada del Active Time Battle de Final Fantasy IV, con adiciones como los Techs cuya eficacia depende de como estén colocados los enemigos, y las habilidades de los personajes. Otras mejoras incluyen viajar a través de diferentes periodos de tiempo, escenas de anime dibujadas por Akira Toriyama y animadas por Toei, finales extendidos y la opción de New Game +.

## Desarrollo
Final Fantasy Chronicles presenta dos juegos trasladados por el equipo de desarrollo TOSE. Final Fantasy IV y Chrono Trigger ya habían sido lanzados con anterioridad para la consola PlayStation, solo que por separado y únicamente lanzados en Japón, posteriormente salió una compilación llamada Final Fantasy Collection en donde se incluyó también el juego, Final Fantasy IV; sin embargo esta compilación únicamente fue lanzada en Japón. Final Fantasy Chronicles fue diseñado y dirigido por Kazuhiko Aoki, supervisado por Fumiaki Fukaya, y producido por Akihiro Imai. El juego fue lanzado con el fin de serializarlo con Final Fantasy Anthology, un compilatorio de Final Fantasy V y Final Fantasy VI.

### Promoción
Un compilatorio de Final Fantasy IV, y Chrono Trigger estaba en consideración por parte de Squaresoft, tras el éxito de Final Fantasy Antholgy como factor clave. Final Fantasy Chronicles fue anunciado por Square Electronic Arts el 17 de abril del 2001. Jun Iwasaki mencionó: "hay un gran número de peticiones pidiendo que el videojuego Chrono Trigger sea relanzado, yo creo que el compilatorio Chronicles atraera a los fans de los juegos originales y a la vez le presentera a nuevos jugadores algunos de nuestros títulos clásicos". Final Fantasy Chronicles fue lanzado el 29 de junio para aprovechar la campaña de mercadotecnia del filme, Final Fantasy: The Spirits Within. En San Francisco se celebró un evento en donde se festejaba el lanzamiento de Final Fantasy Chronicles y Final Fantasy: The Spirits Within. 

### Adiciones y modificaciones
El primer Final Fantasy IV fue lanzado en América para la consola Super Nintendo con el nombre de Final Fantasy II en 1991, con varias modificaciones en donde se ajustó la dificultad con el propósito de hacer menos difícil el juego, aparte de contar con varios errores de traducción. Las mencionadas modificaciones fueron eliminadas, y el juego fue nuevamente traducido haciendo que el guion de la historia fuese mucho más cercana y fiel a la trama escrita por Takashi Tokita. Chrono Trigger, el cual fue lanzado en 1995, ya había sido traducido por Ted Woolsey, sin embargo en Final Fantasy Chronicles se le hizo unas pocas modificaciones a sus traducciones.
Entre las adiciones primarias se encuentran los FMV. Final Fantasy IV presenta secuencias hechas a través de Gráficos por computadora, mientras que Chrono Trigger presenta secuencias estilo-Anime diseñadas por el autor Akira Toriyama hechas con el propósito de contextualizar mejor la trama del juego. A Final Fantasy IV se le dieron mejoras en el modo de juego tales como: un "modo para dos jugadores", la "Sprint Feature" para mejorar y hacer más rápido el modo de juego, y la "Memo File" para reducir el tiempo para salvar el juego. Chrono Trigger en vez de agregar mejoras en el modo de juego, tiene la opción de Extras Mode (Modo de Extras). Esta opción es en realidad una base de información del juego la cual incluye cosas como un bestiario, y una galería de ilustraciones creadas en el desarrollo del juego.

### Mercancía relacionada
TokyoPop lanzó por separado dos discos compactos de la música de Final Fantasy Chronicles. Final Fantasy IV Official Soundtrack y Chrono Trigger Original Soundtrack fueron lanzados el 21 de agosto del 2001. Final Fantasy IV Official Soundtrack tiene en total 44 tracks de 63 minutos e incluye una versión arreglada del "Theme of Love" de Shirou Sato. Chrono Trigger Original Soundtrack presenta 25 tracks y 73 minutos en total e incluye tres arreglos de Tsuyosi Sekito, y un arreglo de Chrono Trigger por parte de Hiroshi Hata y Kalta Ohtsuki. En adición BradyGames lanzó una guía de estrategias el 2 de julio del 2001. 

## Enlaces

### Internos
- Squaresoft
- Final Fantasy
- Videojuego de rol

### Externos
- La Fantasía Final. Web de Final Fantasy en español.

- Datos: Q2668497